# آبانانوته
آبانانوته (نام علمی: Abananote) نام یک سرده از تبار کشیده‌بالان آکرائینی است.
آبانانوته نام یک جنس از پروانه ها می باشد که در شمال-جنوب آمریکای جنوبی یافت می شوند.این جنس از زیر خانواده کشیده بالان بالا خانواده فرچه پایان می باشد.